# Aethes spirana
Aethes spirana es una especie de polilla del género Aethes, categorizada en la tribu Cochylini, de la subfamilia Tortricinae.

## Distribución
Se distribuye por Turquía.

## Taxonomía
Fue descrita por Kennel en 1899 y publicada en (Cochylis), Dt. ent. Z. Iris 12: 35.